# Akihabara Radio Kaikan
 Le Akihabara Radio Kaikan (秋葉原ラジオ会館, Akihabara Rajio Kaikan) est un bâtiment commercial situé à Tokyo et l’un des monuments les plus connus du district d’Akihabara. Le bâtiment actuel a été construit en 2014 après la démolition du bâtiment précédent en 2011. Il est haut de 46,5 m et comprend dix niveaux à partir du rez-de-chaussée, ainsi que deux sous-sols,,. Le bâtiment actuel abrite principalement des magasins vendant des produits otaku.
L'ancien bâtiment de 8 étages a été construit en novembre 1962 et est devenu le premier immeuble haut d'Akihabara. Le bâtiment est devenu un lieu de magasins de composants et pièces électronique. Après que l'influence de la culture otaku ait commencé à prendre de l'importance à Akihabara, des magasins vendant des produits otaku ont été installés dans le Radio Kaikan.
En 2010, l'intégrité structurelle du Radio Kaikan commence à susciter des préoccupations, notamment en raison de l'âge du bâtiment. Il a ainsi été fermé pour démolition en août 2011 pour permettre la construction d'un nouveau bâtiment.

## Dans la culture populaire
- Le bâtiment joue un rôle important dans la franchise Steins;Gate.

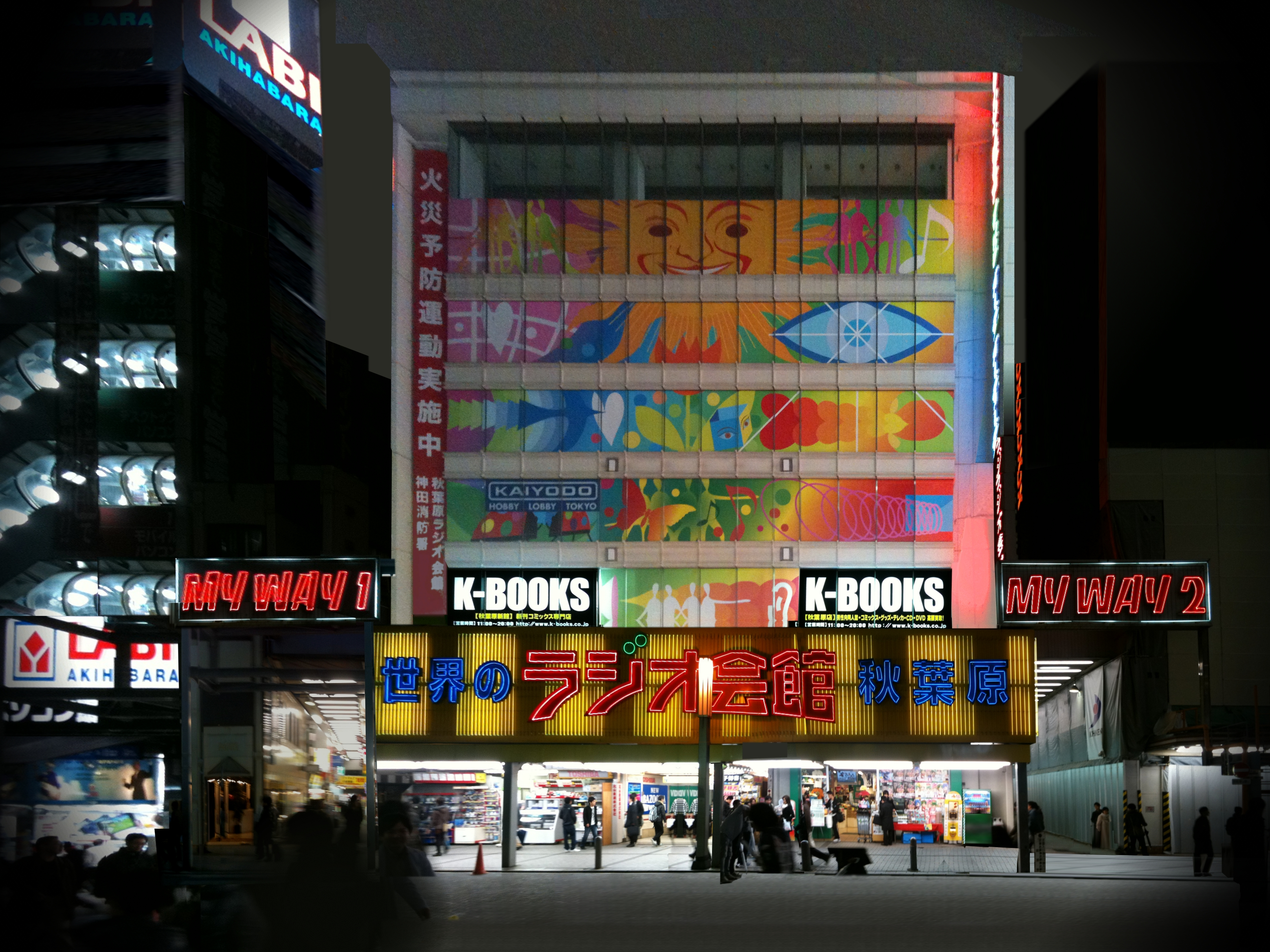
L'ancien bâtiment en mars 2010.